# Liste der Monuments historiques in Fay-lès-Marcilly
Die Liste der Monuments historiques in Fay-lès-Marcilly führt die Monuments historiques in der französischen Gemeinde Fay-lès-Marcilly auf.

## Liste der Objekte
| Bezeichnung               | Beschreibung                          | Standort                       | Kennzeichnung | Schutzstatus | Datum | Bild |
| ------------------------- | ------------------------------------- | ------------------------------ | ------------- | ------------ | ----- | ---- |
| Skulptur eines Bischofs   | Holz, farbig gefasst, 17. Jahrhundert | in der Kirche St-Privat (Lage) | PM10000809    | Classé       | 1908  |      |
| Skulptur Madonna mit Kind | Holz, farbig gefasst, 16. Jahrhundert | in der Kirche St-Privat (Lage) | PM10000808    | Classé       | 1908  |      |